# برلمان المغرب
برلمان المغرب هو أعلى سلطة تشريعية في المملكة المغربية ويقع في العاصمة الرباط. ويضم غرفتين هما مجلس النواب ومجلس المستشارين، حيث يتكون مجلس النواب من 395 عضوًا يتم انتخابهم لمدة 5 سنوات عن طريق الاقتراع العام المباشر، ونظام القائمة النسبية، بينما يضم مجلس المستشارين 120 عضوًا يتم انتخابهم لمدة 6 سنوات بالاقتراع غير المباشر من قبل ممثلين منتخبين عن الغرف المهنية وأرباب العمل والموظفين والسلطات المحلية.

## التاريخ
تم تنظيم النظام التمثيلي التقليدي في المغرب من خلال الهياكل التقليدية مثل جمعية العلماء حسب المدن والمناطق ، أو جمعية الجمعة داخل القبائل. لم يتم انتخاب هذه الهياكل ، ولكن تم ترشيحها من خلال نظام التعاون.
منذ عام 1880م، بدأ المغرب مجموعة من الإصلاحات لتكييف مؤسساته مع المعايير الحديثة. من بين هذه الإصلاحات إنشاء منصب الوزير الأعلى ، الذي لديه حكومة منظمة ودائمة ، مع ست وزارات ، بما في ذلك الشؤون الخارجية والمالية والدفاع وما إلى ذلك. في هذه العملية ،قرر السلطان عبد العزيز إنشاء مجلس استشاري في عام 1904م، و اسماه ( مجلس الأعيان ). [بحاجة لمصدر]هذا التجمع هو الذي استدعى الأممية المؤتمر للجزيرة الخضراء ، والتي صاغت دستور 1908م، والذي لم يدخل حيز التنفيذ أبدًا بسبب الاضطرابات السياسية.
و المجلس ايل عين تم حله في عام 1913، وذلك نتيجة لمعاهدة فاس ، الذي أنشأ الحماية الفرنسية . ولكن منذ عام 1947، وباندفاع إريك لابون ، المقيم العام لفرنسا في المغرب ، والسلطان محمد الخامس ، استشارية مخصصة للمغاربة واليهود والمسلمين. هذه المجالس المنتخبة ، من خلال انتخابات عامي 1947 و 1951 ، كانت في الواقع مجرد استجابة ضعيفة لنظام الحماية لمزاعم القوميين التي تم التعبير عنها في بيان الاستقلال لعام 1944. حزب الاستقلال الذي قبل المشاركة في انتخابات عام 1947 ، وكسب ثلاثة نواب منتخبين ، قاطع في النهاية انتخابات عام 1951.
في نهاية عام 1955 ، وبعد عودة السلطان محمد الخامس من المنفى في 16 نوفمبر ، وانتصار القوميون ، تبنى المغرب كخطوة أولى ، برلمانًا غير منتخب ، نتج عن مشاورات مع الأحزاب السياسية الرئيسية لوضع أسس الانتخابات المستقبلية. ترأس الغرفة الأولى مهدي بن بركة . أول دستور مغربي تبنيه في عام 1963 على إنشاء برلمان من مجلسين يتكون من مجلس النواب ومجلس المستشارين.
دستور 1970 يتخلى عن نظام الغرفتين ويختار غرفة واحدة. يسمح دستور عام 1992 المنتخبين بتشكيل لجان تحقيق.
في ظل حالة الطوارئ ، يجوز لرئيس الدولة (في هذه الحالة ملك المغرب) حل البرلمان ، «حالة الاستثناء لا تؤدي إلى حل البرلمان» (المادة 35 ، الفقرة 2 من دستور عام 1972 المعدل عام 1996) . خلال سنوات الرصاص - في عهد الحسن الثاني - تم التذرع بالحق بشكل غير لائق تمامًا ، حيث استمرت حالة الطوارئ الأولى والوحيدة التي اجتاحت المغرب خمس سنوات ، من يونيو 1965 إلى يوليو 1970. ومع ذلك ، تم اعتماد الدساتير بعد ذلك التاريخ احتوت على العديد من القيود على الحريات العامة ، بالقرب من حالة الطوارئ. حتى عام 1977 ، لم يكمل أي برلمان منتخب مدته.

## الهيكلة
منذ عام 1994، أصبح البرلمان يتكون من مجلسين:
- مجلس النواب: ويضم 392 عضوا ينتخبون مباشرة لولاية مدتها خمس سنوات.
- مجلس المستشارين، ويضم 121 عضوا، ينتخب بطريقة غير مباشرة من ممثلي الجماعات المحلية، والمنتخبين في الغرف المهنية، وممثلي المأجورين؛ ينتخب أعضاؤه لمدة تسع سنوات، ويتجدد ثلثه كل ثلاث سنوات.

أعضاء البرلمان يستمدون نيابتهم من الأمة، وحقهم في التصويت حق شخصي لا يمكن تفويضه، ويتمتعون بحصانة الرأي السياسي في إطار عملهم البرلماني.
يعقد البرلمان جلساته في أثناء دورتين في السنة، ويرأس الملك افتتاح الدورة الأولى التي تبتدئ يوم الجمعة الثانية من شهر أكتوبر وتفتتح الدورة الثانية يوم الجمعة الثانية من شهر أبريل، لا يمكن أن تقل كل دورة عن ثلاثة أشهر، وإذا طالت يمكن ختمها بمقتضى مرسوم.
ويمكن جمع البرلمان في دورة استثنائية إما بطلب من الأغلبية المطلقة لأعضاء مجلسين المستشارين وإما بطلب من ثلث أعضاء مجلس النواب وإما بمرسوم.
جلسات مجلسي البرلمان عمومية، وينشر محضر المناقشات برمّته بالجريدة الرسمية،
ولكل من المجلسين أن يعقد اجتماعات سرية بطلب من رئيس الحكومة أو بطلب من ثلث أعضائه.
يضع كل من المجلسين نظامه الداخلي ويقره بالتصويت، ولكن لا يجوز العمل به إلا بعد أن يصرح المجلس الدستوري بمطابقته لأحكام هذا الدستور.

## سلطة البرلمان
يمارس البرلمان المغربي دوراً تشريعيّاً ورقابياً.
- الدور التشريعي يمارسه من حيت أن القانون يصدر عن البرلمان بما في ذلك قانون المالية

لأعضاء البرلمان حق النظر في جميع المشاريع ومقترحات القوانين التي تحال عليهم، ومناقشتها والبت فيها بالتصويت إما بالقبول أو الرفض.
ولأعضائه أيضا، حق التقدم بمقترحات قوانين في المجالات وفقا للضوابط التي حددها المشرع الدستوري.
ولأعضائه أيضا، حق تعديل مشاريع ومقترحات القوانين التي تُحال على البرلمان.
- الدور الرقابي يمارسه البرلمان من حيث أن الحكومة مسؤولة أمام البرلمان، من خلال وسائل محددة في الدستور:

مناقشة البرنامج الحكومي أمام مجلسي البرلمان، ويختص مجلس النواب بالتصويت عليه، الذي يمكن أن ينتج عنه عدم منح الثقة التي تؤدي إلى استقالة الحكومة استقالة جماعية.
ملتمس الرقابة، حيث إنه يمكن لمجلس النواب أن يعارض في مواصلة الحكومة تحمل مسؤوليتها وذلك بالموافقة على ملتمس الرقابة، ولا يقبل هذا الملتمس إلا إذا وقعه على الأقل ربع الأعضاء الذين يتألف منهم المجلس، كما لا تصح الموافقة على ملتمس الرقابة من لدن مجلس النواب إلا بتصويت الأغلبية المطلقة للأعضاء الذين يتألف منهم، ولا يقع التصويت إلا بعد مُضي ثلاثة أيام كاملة على إيداع الملتمس، وتؤدي الموافقة على ملتمس الرقابة إلى استقالة الحكومة استقالة جماعية.
لجان تقصي الحقائق حيث إنه وبنص الدستور يجوز أن تشكل بمبادرة من الملك أو بطلب من أغلبية أعضاء أي من المجلسين لجان نيابية لتقصي الحقائق يناط بها جمع المعلومات المتعلقة بوقائع معينة وإطلاع المجلس الذي شكلها على النتائج التي تنتهي إليها أعمالها، ولا يجوز تكوين لجان لتقصي الحقائق في وقائع تكون موضوع متابعات قضائية ما دامت هذه المتابعات جارية؛ وتنتهي مهمة كل لجنة لتقصي الحقائق سبق تكوينها فور فتح تحقيق قضائي في الوقائع التي اقتضت تشكيلها. ثم إن لجان تقصي الحقائق مؤقتة بطبيعتها وتنتهي مهمتها بإيداع تقريرها، ويحدد قانون تنظيمي طريقة تسيير لجان تقصي الحقائق.
الأسئلة، حيث إن المشرع الدستوري نصَّ على وجوب أن يخصص كل مجلس من مجسلي البرلمان بالأسبقية جلسة في كل أسبوع لأسئلة أعضاء البرلمان وأجوبة
الحكومة، التي عليها أن تدلي بجوابها خلال العشرين يوما التالية لإحالة السؤال إليها.

## غياب البرلمانيين
من المظاهر المشينة التي تطبع أعمال البرلمان بغرفتيه ظاهرة غياب البرلمانيين عن حضور الجلسات العامة واجتماعات اللجان، بعذر أو بدونه. وقد رسََّخت صور المقاعد الفارغة في قاعة الجلسات موقفا شعبيا سلبيا اتجاه العمل البرلماني، وهزت مصداقية المؤسسة التشريعية لدى الرأي العام؛ ولعل النسب المنخفضة لعدد المشاركين في الانتخابات التشريعية تفسير لذاك الموقف. وقد حدث يوم 22 يناير 2005 ما لم يكن يخطر على البال، حيث إن جزءا من المجتمع المدني ـ بدعوة من شبيبة العدالة والتنمية ومنظمة تجديد الوعي الطلابي ـ نظم وقفة أمام قبة البرلمان احتجاجا على غياب البرلمانيين؛ ومن جهة ثانية أصبح عدد الأصوات الهزيل الذي يصادق به البرلمان على قوانين ترهن مصير البلاد و مستقبله لعقود طويلة، موضع تعاليق الصحفيين وانتقاداتهم.
يعتبر غياب البرلمانيين عن حضور أشغال اللجان والجلسات العامة إخلالا بمسؤولياتهم، خاصة وأنهم متفرغون ويتقاضون في مقابل ذلك تعويضا محترما، وتقاعدا محترما؛ ثم إنه بعد زيادة 6000 درهم التي عززت تعويضاتهم وزادت فيها لأجل تمكينهم من تحمل أعباء التنقل والإقامة لم يبق لهم مسوغ أو مبرر لغيابهم المتكرر. ولعل من المفيد الإشارة إلى أن هذه الظاهرة ليست خاصة بالمغرب، بل نجدها حتى في أعرق الديموقراطيات، سوى أن الديموقراطيات التي تحرص على مصداقيتها لا تكتفي بسن الإجراءات التي تحد من الغياب وإنما تضعها موضع التنفيذ؛ من ذلك أنها تُصدر تقارير إحصائية بنسب حضور البرلمانيين وغيابهم، ومن يعيد ترشيحه منهم يكون ملزما أمام ناخبيه بالتصريح في أوراق دعايته الانتخابية بنسبة حضوره في البرلمان. وفي عالمنا العربي ذهب مجلس الأمة الكويتي إلى نشر كشف غياب أعضاء المجلس في الجريدة الرسمية، والصحف المحلية.

## تشريعات في حاجة إلى التفعيل
وفي المغرب، اجتهد مكتب مجلس النواب في الفترة التشريعية 02-95 فوضع رهن إشارة السادة النواب لوائح التوقيع لتسجيل حضورهم، غير أنه تبين عند تحليلها أن التوقيعات المؤكدة للحضور لا تتناسب والحضور الفعلي، وأن بعض الحاضرين يوقعون عن المتغيبين، فباءت المحاولة بالفشل. وفي 2006 وبمناسبة تعديل نظامه الداخلي سن المجلس إجراءات وتدابير عديدة من شأنها محاصرة ظاهرة الغياب - خاصة منه غير المبرر- حيث نصَّ على وجوب الحضور في جميع الجلسات، وبين أن الاعتذار عن الحضور يكون عن طريق رسالة موجهة إلى الرئيس، مع بيان العذر في أجل لا يجاوز ثلاثة أيام من تاريخ الاجتماع، وبأن بيان الحضور يُدَون في التقارير التي تُرفع إلى المجلس، وأن أسماء المتغيبين تُتلى في بداية الاجتماع الموالي للتغيب، وأن تنبيها كتابيا يوجَّه إلى النائب المتغيب بدون عذر مقبول، وأن أسماء المتغيبين بدون عذر تنشر في النشرة الداخلية للمجلس، وأن الأمر قد يصل إلى حد الاقتطاع من التعويض بحسب عدد الأيام التي وقع خلالها التغيب بدون عذر، ويعلن عنه في جلسة عمومية وينشر في النشرة الداخلية والجريدة الرسمية. وقد بدأ مجلس النواب التفكير منذ الفترة التشريعية 02-95 في اقتناء جهاز إلكتروني للتوقيع بواسطة البطاقة الذكية الخاصة، غير أن هذا الأمر تعترضه لحد الساعة صعوبات في التنفيذ، وقد هدد رئيس مجلس المستشارين بتفعيل المقتضيات المتعلقة بالغياب، غير أنه لم يشرع بعد في ذلك؛
وفي هذا الإطار يمكن البدء بتفعيل المقتضيات التالية:
1. محاسبة البرلمانيين وإلزامهم بالحضور فقط في الجلسات العمومية المخصصة للتصويت على النصوص التشريعية؛
2. ضبط الحضور بواسطة المناداة على الأعضاء بأسمائهم عند الشروع في عملية التصويت، تفعيلا للفقرة الثانية من المادة 60 من النظام الداخلي لمجلس النواب، وهذا لن يأخذ من وقت المجلس الشيء الكثير بالنظر إلى العدد المحدود للجلسات المخصصة للتصويت.
3. توجيه رسائل التنبيه لمن لم يعتذر منهم، بعد انصرام أجل ثلاثة أيام، المنصوص عليه في المادة 60 نفسها.

## أجرة وتقاعد البرلمانيين
يتقاضى كل برلماني راتبا يقدر بالمتوسط ب 40000 درهم مغربي، كما يتم منحهم سيارات ويتلقون تعويضات عن المحروقات من قبل خزينة البرلمان.
أما بالنسبة لتقاعد البرلمانيين فيحتسب بعدد السنين التي يبقون فيها داخل قبة البرلمان بمبلغ 1000 درهم لكل سنة من التمثيل البرلماني، مثال : برلماني قضى 5 سنوات في البرلمان تقاعده يساوي 5000 درهم مغربي.

## مسؤولية الأحزاب السياسية والناخبين
إذا كانت المسؤولية الأساسية في مقاومة ظاهرة غياب البرلمانيين عن الحضور ملقاة على عاتق رئيسي البرلمان ومكتبيه، إلا أن ذلك لا يعفي الأحزاب السياسية من المسؤولية باعتبار أن هذه الأحزاب هي من زكّت البرلمانيين للترشح باسمها ونالوا ثقة الناخبين على ضوء برامجها ووعودها الانتخابية، ومن ثمة فإنها معنية بمراقبة ومتابعة ومحاسبة البرلمانيين المنتمين إليها، خاصة الذين يتخاذلون في القيام بواجباتهم بغيابهم المتكرر عن الحضور والمشاركة في أعمال المجلس التشريعية والرقابية؛ وفي هذا الإطار نستحضر تجربة فريق العدالة والتنمية بمجلس النواب الذي دأب منذ دخوله البرلمان أول مرة في 1997 على نشر لائحة حضور وغياب أعضائه في صحيفة الحزب آنذاك «العصر»، ليطَّلع عليها الرأي العام والمراقبين لتجربته، ومراسلته الإسبوعية لرئيس المجلس بأسماء المتغيبين من أعضائه بدون عذر ومطالبته بتطبيق مقتضيات النظام الداخلي للمجلس في شأنهم؛ غير أنه بعد توقف جريدته لم يعد ينشرها ولم يعمل على استئناف نشرها على الأقل في موقعه الإلكتروني.
إن مسؤولية مكتبي البرلمان والأحزاب السياسية في الحد من ظاهرة غياب البرلمانيين لا تعفي الناخبين من تحمل جزء من هذه المسؤولية، حيث إنهم مطالبون بمتابعة المنتخبين واعتبار درجة التزامهم بالحضور أحد معايير محاسبتهم وأسس التعاقد معهم أثناء الحملات الانتخابية. ومقاومة هذه الظاهرة المشينة بمؤسستنا التشريعية أمر مقدور عليه، ولا يحتاج إلا إلى إرادة سياسية من رئيس المجلس ومكتبه، وإلحاح من رؤساء الفرق البرلمانية، وحرص من الأحزاب السياسية، ودور إيجابي من وسائل الإعلام ومؤسسات المجتمع المدني والناخبين.
إن البرلمان مكوّن من مجلسين مجلس النواب ومجلس المستشارين بحيث يتخدون قرارات من أجل تحسين وضعية السكان والبلاد.

## أنظر أيضاً
- إنتخابات المغرب
- قائمة الأحزاب السياسية المغربية
- سياسة المغرب

## وصلات خارجية
- الموقع الرسمي لمجلس النواب
- الموقع الرسمي لمجلس المستشارين